# Калениковский сельский совет (Решетиловский район)
Калениковский сельский совет (укр. Калениківська сільська рада) — входит в состав
Решетиловского района
Полтавской области
Украины.
Административный центр сельского совета находится в 
с. Каленики.

## Населённые пункты совета
- с. Каленики
- с. Хрещатое